# سیارک ۱۲۰۳۱
سیارک ۱۲۰۳۱ (به انگلیسی: 12031 Kobaton، نامگذاری:1997BY4) دوازده هزار و سی و یکمین سیارک کشف شده‌است که در ۳۰ ژانویه ۱۹۹۷ کشف شد.
قدر مطلق سیارک برابر ۲۳.۴ است.